# Ermita de Sant Roc (Torrebesses)
L'Ermita de Sant Roc és una església de Torrebesses (Segrià) inclosa a l'Inventari del Patrimoni Arquitectònic de Catalunya.

## Descripció
El lloc on es troba emplaçada l'ermita és tradicional pels aplecs que es feien tres vegades l'any. A prop hi ha la Font de Sant Roc, que segons la tradició, "mai s'asseca". L'ermita té una sola nau amb embigat de fusta i parets de pedres irregulars amb morter. No hi ha cap detall decoratiu.